# Bahnhof Kahl (Main)
Der Bahnhof Kahl (Main) ist ein Anschlussbahnhof an der hessisch-bayerischen Landesgrenze in der bayerischen Gemeinde Kahl am Main. Hier zweigt die Bahnstrecke Kahl–Schöllkrippen von der Bahnstrecke Frankfurt Süd–Aschaffenburg mit dem betrieblich eigenen Bahnhof Kahl (Main) Privatbahn ab. Neben dem Bahnhof Kahl (Main) gibt es in der Gemeinde an der hier abzweigenden Kahlgrundbahn noch den Haltepunkt Kahl Kopp/Heide.

## Geschichte
Der Bahnhof Kahl wurde am 22. Juni 1854 von der Frankfurt-Hanauer Eisenbahn-Gesellschaft mit der Verlängerung der Frankfurt–Hanau nach Aschaffenburg feierlich eröffnet. Mit dem Bau der Bahnstrecke Kahl–Schöllkrippen durch die 1903 in die Kahlgrund-Eisenbahn AG umgewandelte Eisenbahn- & Industrie-Gesellschaft im Jahr 1898 wurde der Bahnhof zum Anschlussbahnhof. In einem Mehrzweckgebäude der Kahlgrund-Eisenbahn AG am nordwestlichen Bahnsteigende waren die Bahnagentur, ein Bahnhofsrestaurant und Dienstwohnungen untergebracht.
1902 wurde am Bahnhofskopf Richtung Schöllkrippen ein Gleisanschluss zu den Zementwarenfabriken und einer Sand- und Kiesgrube angelegt. Nach dem Verkauf der Grube an die Gemeinde Kahl am Main 1922 wurde das Gleis wieder abgebaut. Weitere Anschlüsse wurden 1937 zu den Möbelwerken Kübel und 1943 zu den Matra-Metallwerken erstellt.
1927 wurde im Bahnhof das mechanische Fahrdienstleiterstellwerk Kf der Bauform Einheit Mw in Betrieb genommen. 1932 folgte das Wärterstellwerk Kn der gleichen Bauform.
Vor 1939 wurde der Bahnhof Kahl in Kahl (Main) umbenannt.
1946 verkaufte die Kahlgrund-Eisenbahn AG ihr Mehrzweckgebäude und errichtete auf ihrem Bahnsteig ein neues Dienstgebäude. Gleichzeitig wurde ein Personentunnel zur Verbindung zwischen den Bahnsteigen erbaut und 1948 in Betrieb genommen.
1974 wurde der Gleisanschluss zum Möbelwerk aufgelassen, 1995 folgte der zur Firma Linde, ehemals zu den Matra-Metallwerken, führende Anschluss.
1982 wurden die mechanischen Stellwerke außer Betrieb genommen und durch eine Fernstellung durch das Relaisstellwerk Gf im Bahnhof Großkrotzenburg ersetzt. Im gleichen Jahr wurde das ehemalige Mehrzweckgebäude der Kahlgrund-Eisenbahn AG abgerissen und danach an dessen Stelle ein Parkplatz angelegt.
1997 wurde der zuvor mit einer Weiche an den Bahnhof Kahl (Main) der Deutschen Bahn angeschlossene Bahnhof Kahl (Main) Privatbahn umgebaut, um Zugfahrten der Relation Hanau–Schöllkrippen zu ermöglichen. Dabei wurden die Gleisanlagen umgebaut, Lichtsignale aufgestellt und ein Mittelbahnsteig errichtet. In diesem Bahnhof wurde im Juli 2000 ein vom Bahnhof Schöllkrippen aus ferngesteuertes elektronisches Stellwerk in Betrieb genommen.

## Anlagen
Der Bahnhof besitzt ein kleines Empfangsgebäude mit einer Bäckerei, einem DHL-Servicecenter und einem Fahrkartenautomat.
Der DB-Teil des Bahnhofs besitzt drei mit Oberleitung überspannte Hauptgleise, wobei das Gleis 3 (durchgehendes Hauptgleis aus Richtung Dettingen) aus dem Regelgleis von Hanau nicht mit elektrischen Triebfahrzeugen erreichbar ist, da die Weichenverbindung keine Oberleitung besitzt, sowie ein als Stumpfgleis ausgeführtes und heute größtenteils überwachsenes Gleis nördlich des Hausbahnsteiges. Am nördlichen Ende befinden sich westlich fünf Nebengleise. Auf dem östlich liegenden Teil des Bahnhofs befinden sich die Anlagen der Kahlgrund Verkehrs-GmbH (KVG). Hier wird signalisierter Zugleitbetrieb angewandt. Dieser Bahnhofsteil besteht aus dem Nebengleis 4, das an der Weiche 813 in den DB-Teil führt, und den Hauptgleisen 6 und 7 als Stumpfgleisen, wovon von Gleis 6 aus als Zugfahrt über die Weiche 813 in den DB-Teil Richtung Hanau gefahren werden kann. Von Gleis 4 und 6 aus gab es früher auch am südlichen Ende eine Verbindung zum DB-Teil.
Die nordwestlich des Personenbahnhofs gelegenen Anlagen für den Güterverkehr wurden weitgehend entfernt.
Der nächste größere Bahnhof ist Hanau Hbf, der über IC- und ICE-Anschlüsse verfügt.

## Verkehr

### Eisenbahn
Im Bahnhof halten die stündlich verkehrenden Linien RE 54/55 und RB 58 sowie die stündlich verkehrende Regionalbahnlinie RB 56 zur Kahlgrundbahn (Samstag und Sonntag im Zweistundentakt). In den werktäglichen Hauptverkehrszeiten halten hier auch einzelne Züge der Linie RE 59.
Die Linien RE 54/55, RB 58 und RE 59 befahren die Main-Spessart-Bahn. Der RE 54/55 wird von DB Regio betrieben, die RB 58 und der RE 59 seit Juli 2018 von der Hessischen Landesbahn (HLB). Sie überlagern sich zwischen Aschaffenburg Hbf und Frankfurt (Main) Süd zu einem Halbstundentakt. Die RE-Züge fahren bis Frankfurt (Main) Hbf und nach Würzburg Hbf (RE 54 alle zwei Stunden weiter bis Bamberg). Die Linie RB 58 wurde mit Triebwagen der Baureihe 425/426 befahren, seit Juli 2018 mit Alstom Coradia Continental, die RE-Linien in der Regel mit Doppelstockwagen und einer Lokomotive der Baureihe 146.2 oder ein bis zwei Lokomotiven der Baureihe 111. Oft kamen hier bis 2017 auch einstöckige Modus-Wagen zum Einsatz.
Die von hier nach Schöllkrippen führende RB 56 auf der Kahlgrundbahn wurde bis zum Fahrplanwechsel 2015/2016 im Dezember 2015 von der Hessischen Landesbahn, seitdem von der DB RegioNetz Westfrankenbahn betrieben und mit Siemens Desiro Classic befahren.
| Linie | Verlauf | Takt                                                                                     | Betreiber       |
| ----- | --- | ---------------------------------------------------------------------------------------- | --------------- |
| RE 54 | Main-Spessart-Express: Frankfurt (Main) Hbf – Frankfurt (Main) Süd – Frankfurt Ost – Frankfurt-Mainkur – Maintal West – Maintal Ost – Hanau-Wilhelmsbad – Hanau West – Hanau Hbf – Kahl (Main) – Dettingen (Main) – Kleinostheim – Aschaffenburg Hbf – Heigenbrücken – Wiesthal – Partenstein – Lohr Bf – Langenprozelten – Gemünden (Main) – Karlstadt (Main) – Retzbach-Zellingen – Würzburg Hbf – Schweinfurt Hbf – Haßfurt – Bamberg Stand: Fahrplanwechsel Dezember 2021 | 120 min (mit Lücken zur HVZ)                                                             | DB Regio Bayern |
| RE 55 | Main-Spessart-Express: Frankfurt (Main) Hbf – Frankfurt (Main) Süd – Offenbach (Main) Hbf – Hanau Hbf – Kahl (Main) – Dettingen (Main) – Kleinostheim – Aschaffenburg Hbf – Heigenbrücken – Wiesthal – Partenstein – Lohr Bf – Langenprozelten – Gemünden (Main) – Karlstadt (Main) – Retzbach-Zellingen – Würzburg Hbf (– Schweinfurt Hbf – Haßfurt – Bamberg) Stand: Fahrplanwechsel Dezember 2021                                                                          | 120 min (Frankfurt–Würzburg; zus. Züge zur HVZ) einzelne Züge zur HVZ (Würzburg–Bamberg) | DB Regio Bayern |
| RB 56 | Kahlgrundbahn: Hanau Hbf – Großauheim (Kr Hanau) – Großkrotzenburg – Kahl (Main) – Alzenau – Schöllkrippen Stand: Fahrplanwechsel Dezember 2021 | 60 min                                                                                   | Westfrankenbahn |
| RB 58 | Rüsselsheim Opelwerk – Rüsselsheim – Frankfurt am Main Flughafen Fernbf – Frankfurt (Main) Süd – Frankfurt Ost – Frankfurt-Mainkur – Maintal West – Maintal Ost – Hanau-Wilhelmsbad – Hanau West – Hanau Hbf – Großauheim (Kr Hanau) – Großkrotzenburg – Kahl (Main) – Dettingen (Main) – Rückersbacher Schlucht – Kleinostheim – Aschaffenburg Hbf – Hösbach – Laufach Stand: Fahrplanwechsel Dezember 2021                                                                  | 60 min                                                                                   | HLB Hessenbahn  |
| RE 59 | Frankfurt (Main) Flughafen Regionalbf – Frankfurt (Main) Süd – Frankfurt Ost – Maintal Ost – Hanau Hbf – Kahl (Main) – Aschaffenburg Hbf Stand: Fahrplanwechsel Dezember 2021 | einzelne Züge                                                                            | HLB Hessenbahn  |

2018 nutzten den Bahnhof werktags durchschnittlich zwischen 1000 und 2500 Passagiere zum Ein- oder Aussteigen.

### Busverkehr
Der Bahnhof ist an drei Buslinien angeschlossen:
| Linie | Verlauf                                                              | Takt Mo–Fr | Takt Wochenende und Feiertag | Betreiber                      |
| ----- | -------------------------------------------------------------------- | ---------- | ---------------------------- | ------------------------------ |
| 32    | Kahl (Main) – Karlstein – Alzenau                                    | 60 Minuten | 2 Stunden                    | Kahlgrund Verkehrs-GmbH        |
| 50    | Aschaffenburg – Mainaschaff – Kleinostheim – Karlstein – Kahl (Main) | 60 Minuten | 2 Stunden                    | Verkehrsgesellschaft Untermain |
| 566   | Kahl (Main) – Großauheim – Hanau Freiheitsplatz                      | 30 Minuten | kein Betrieb                 | DB Regio Bus Mitte             |